# Noah Ohio
Noah Chidiebere Junior Anyanwu Ohio (Almere, Países Bajos, 16 de enero de 2003) es un futbolista neerlandés que juega de delantero en el F. C. Utrecht de la Eredivisie.

## Selección nacional
Nació en los Países Bajos, de padres nigerianos, y se trasladó a Inglaterra muy joven. Jugó con la selección sub-15 de los Países Bajos en 2018 antes de representar tanto a Inglaterra como a Países Bajos en la categoría sub-16 al año siguiente. Representó a Países Bajos en las categorías sub-19 y sub-21, y marcó siete goles en nueve partidos de clasificación para el Eurocopa Sub-21.

## Estadísticas

### Clubes
Actualizado al último partido disputado el 8 de noviembre de 2024.
| Club                             | Div.          | Temporada     | Liga  | Liga  | Liga   | Copas nacionales | Copas nacionales | Copas nacionales | Copas internacionales | Copas internacionales | Copas internacionales | Total | Total | Total  |
| Club                             | Div.          | Temporada     | Part. | Goles | Asist. | Part.            | Goles            | Asist.           | Part.                 | Goles                 | Asist.                | Part. | Goles | Asist. |
| -------------------------------- | ------------- | ------------- | ----- | ----- | ------ | ---------------- | ---------------- | ---------------- | --------------------- | --------------------- | --------------------- | ----- | ----- | ------ |
| S. B. V. Vitesse · Países Bajos  | 1.ª           | 2020-21       | 4     | 0     | 0      | —                | —                | —                | ―                     | ―                     | ―                     | 4     | 0     | 0      |
| S. B. V. Vitesse · Países Bajos  | Total club    | Total club    | 4     | 0     | 0      | 0                | 0                | 0                | 0                     | 0                     | 0                     | 4     | 0     | 0      |
| F. K. Austria Viena · Austria    | 1.ª           | 2021-22       | 30    | 5     | 1      | 1                | 1                | 0                | ―                     | ―                     | ―                     | 31    | 6     | 1      |
| F. K. Austria Viena · Austria    | Total club    | Total club    | 30    | 5     | 1      | 1                | 1                | 0                | 0                     | 0                     | 0                     | 31    | 6     | 1      |
| F. K. Austria Viena II · Austria | 2.ª           | 2021-22       | 1     | 0     | 0      | —                | —                | —                | ―                     | ―                     | ―                     | 1     | 0     | 0      |
| F. K. Austria Viena II · Austria | Total club    | Total club    | 1     | 0     | 0      | 0                | 0                | 0                | 0                     | 0                     | 0                     | 1     | 0     | 0      |
| Standard de Lieja II · Bélgica   | 2.ª           | 2022-23       | 4     | 2     | 1      | —                | —                | —                | ―                     | ―                     | ―                     | 4     | 2     | 1      |
| Standard de Lieja II · Bélgica   | Total club    | Total club    | 4     | 2     | 1      | 0                | 0                | 0                | 0                     | 0                     | 0                     | 4     | 2     | 1      |
| Standard de Lieja · Bélgica      | 1.ª           | 2022-23       | 27    | 5     | 4      | 2                | 0                | 0                | ―                     | ―                     | ―                     | 29    | 5     | 4      |
| Standard de Lieja · Bélgica      | 1.ª           | 2023-24       | 14    | 0     | 0      | 2                | 1                | 0                | ―                     | ―                     | ―                     | 16    | 1     | 0      |
| Standard de Lieja · Bélgica      | Total club    | Total club    | 41    | 5     | 4      | 4                | 1                | 0                | 0                     | 0                     | 0                     | 45    | 6     | 4      |
| Wisła Cracovia · Polonia         | 2.ª           | 2023-24       | 8     | 3     | 0      | —                | —                | —                | —                     | —                     | —                     | 8     | 3     | 0      |
| Wisła Cracovia · Polonia         | Total club    | Total club    | 8     | 3     | 0      | 0                | 0                | 0                | 0                     | 0                     | 0                     | 8     | 3     | 0      |
| F. C. Utrecht · Países Bajos     | 1.ª           | 2024-25       | 11    | 3     | 0      | 1                | 0                | 0                | ―                     | ―                     | ―                     | 12    | 3     | 0      |
| F. C. Utrecht · Países Bajos     | Total club    | Total club    | 11    | 3     | 0      | 1                | 0                | 0                | 0                     | 0                     | 0                     | 12    | 3     | 0      |
| Total carrera                    | Total carrera | Total carrera | 99    | 18    | 6      | 6                | 2                | 0                | 0                     | 0                     | 0                     | 105   | 20    | 6      |